# Marc Chagall
Pour les articles homonymes, voir Chagall (homonymie).

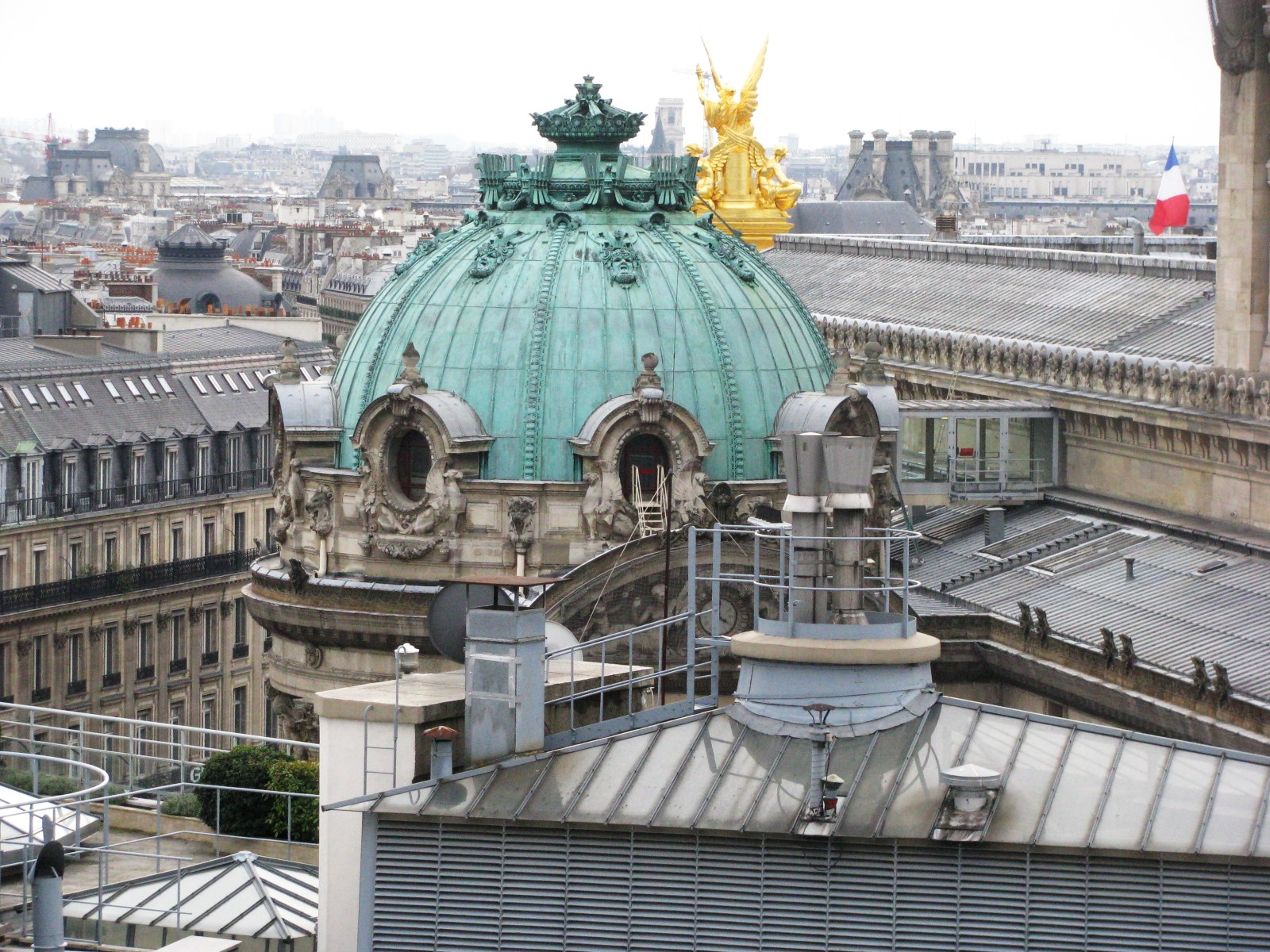
Coupole de l'Opéra Garnier.

Marc Chagall (en russe : Марк Захарович Шагал, Mark Zakharovitch Chagal ; en biélorusse : Марк Захаравiч Шагал, Mark Zakharavitch Chagal), né Moïche Zakharovitch Chagalov (en russe : Мойшe Захарович Шагалов), est un peintre et graveur né le 7 juillet 1887 à Liozna dans la voblast de Vitebsk en Biélorussie (alors Empire russe), naturalisé français en 1937 et mort le 28 mars 1985 à Saint-Paul-de-Vence où il est enterré.
Chagall est l'un des plus célèbres artistes installés en France au XXe siècle, avec Pablo Picasso. Son œuvre, sans se rattacher à aucune école, présente des caractéristiques du surréalisme et du néo-primitivisme. Inspirée par la tradition juive, la vie du shtetl (village juif en Europe de l'Est) et le folklore russe, elle élabore sa propre symbolique, autour de la vie intime de l'artiste. Chagall s'est essayé, outre la peinture sur toile, à la gravure, à la sculpture, à la céramique, à la poésie, à la peinture sur vitrail, sur émail, etc..

## Biographie

### Enfance et formation

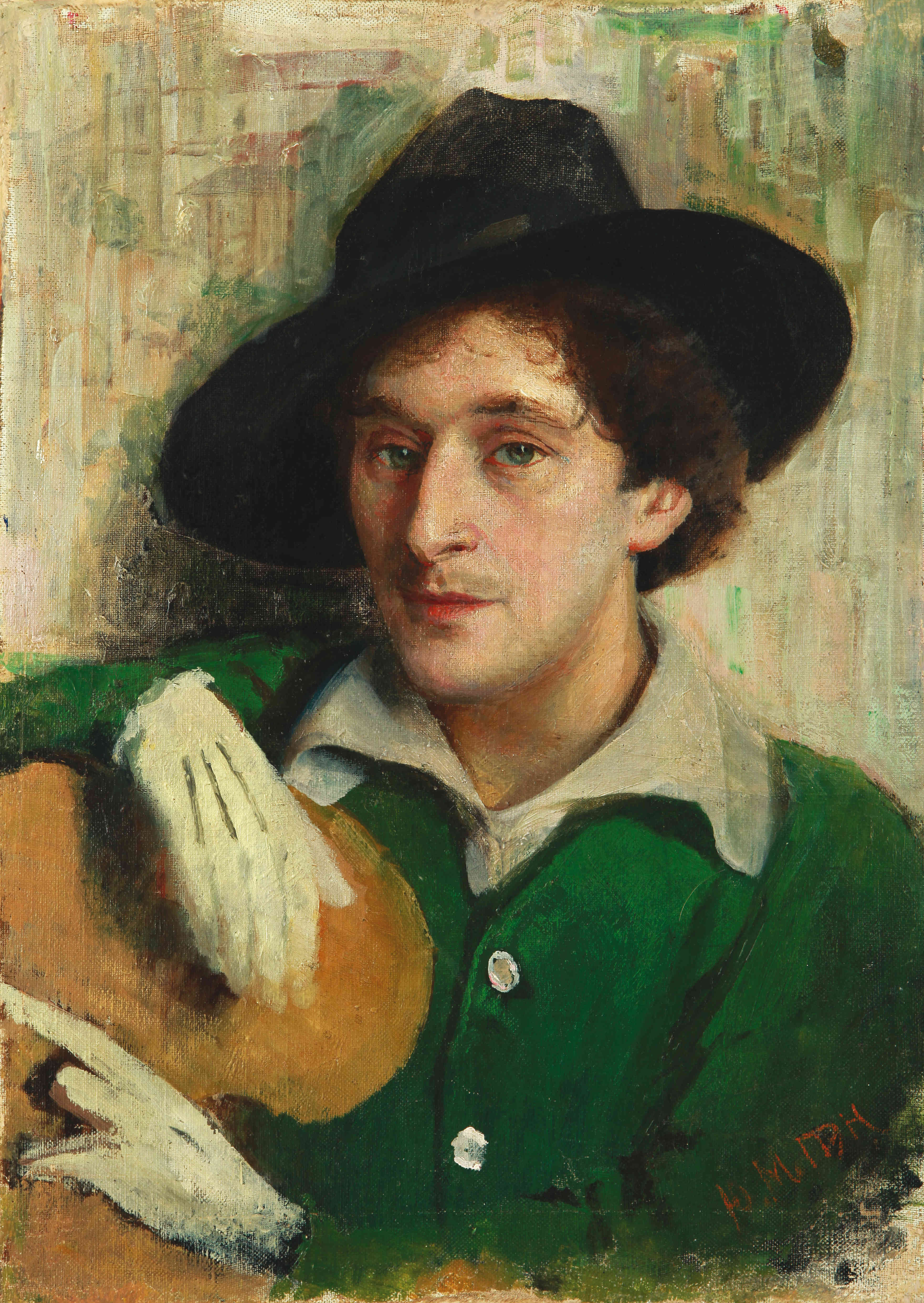
Portrait de Chagall par Iouri Pen vers 1915.

Chagall est né le 7 juillet 1887 à Liozna dans la voblast de Vitebsk, en Biélorussie (laquelle appartenait alors à l'Empire russe), dans une famille juive hassidique. La ville compte une importante communauté juive. Sa mère tenait une épicerie et son père était ouvrier saumurier à l'entrepôt de harengs Janchnine, tandis que son grand-père était précepteur et chantre à la synagogue.
Vitebsk restera dans l'imaginaire de Chagall le paradis naïf de l'enfance, et le peintre le représentera dans de nombreuses toiles, dans sa jeunesse mais aussi plus tard. En 1906, Chagall entame sa première formation artistique au sein de la seule école d'art qu'abrite Vitebsk, ouverte par un peintre académique Iouri Pen. Chagal dira que Pen « vit dans ma mémoire comme mon père ». À l'instigation de sa mère, il devient également apprenti en retouche de négatifs chez Abel Miestchaninov, frère du sculpteur Oscar Miestchaninov.
Avec son ami Viktor Mekler, Chagall part pour Saint-Pétersbourg durant l'hiver 1906-1907. Après un premier refus à l'École des arts et métiers du baron Stieglitz, Chagall s'inscrit à l'école de dessin fondée par la Société impériale pour la protection des beaux-arts, dirigée par le peintre et philosophe Nicolas Roerich. En septembre 1909, Chagall entre dans la prestigieuse école d'art Zvantseva où enseigne le peintre Léon Bakst, artiste célébré à Paris pour ses décors et ses costumes des Ballets russes de Serge de Diaghilev.

### Arrivée à Paris, 1910-1914
Il part pour Paris en 1911. Il y est témoin de mouvements picturaux, tels que le fauvisme finissant et le cubisme naissant. Le premier lui inspire la couleur pure, gaie et claire, le second une certaine déconstruction de l'objet. Il découvre notamment les toiles de Robert Delaunay, Jean Metzinger, Henri Rousseau, Albert Gleizes. Néanmoins, jamais Chagall n'adhèrera pleinement à un mouvement ou à une école. Dans le même temps, il passe de nombreuses journées au musée du Louvre, où il étudie Eugène Delacroix, Théodore Géricault, Antoine Watteau, Gustave Courbet.
Il se lie d'amitié avec le poète Blaise Cendrars, qui est l'un des seuls habitants de la bohème parisienne à parler le russe. Cendrars lui présente, entre autres, Robert Delaunay et Guillaume Apollinaire, qui seront fascinés par sa liberté dans l'utilisation de la couleur.
Selon la femme de lettres Nina Berberova, Marc Chagall adhère en 1912 à la franc-maçonnerie. Influencé par Apollinaire, il semble épouser les philosophies ésotériques (l'alchimie et la kabbale) dans son célèbre tableau Hommage à Apollinaire (1913) où il aborde pour la première fois la figure de l'androgyne.
Tout en adoptant Paris comme sa deuxième ville natale, il n'oublie pas ses origines russes. Pour preuve : même lorsqu'il peint les ponts de la Seine ou la tour Eiffel, on peut reconnaître des éléments de décor inspirés de ses souvenirs d'enfance qui ne le quitteront jamais. Il expose ses travaux pour la première fois en 1914 au Salon des indépendants. Dans le même temps, il se rend à Berlin, où il expose dans la galerie Der Sturm avec Paul Klee et Alfred Kubin. Il a ensuite une exposition personnelle dans cette galerie. C'est un succès.

### En Russie avant et après la révolution
En 1914, il est de retour à Vitebsk pour une courte durée, pense-t-il, mais la Première Guerre mondiale empêche tout retour à Paris. En 1915, il épouse Bella Rosenfeld ; leur fille Ida naît le 18 mai 1916. Pendant cette période, Chagall peint surtout la vie de la communauté juive, qui est persécutée car soupçonnée d'espionnage par l'état-major russe. La famille de Chagall offre l'hospitalité à de nombreux juifs expulsés, notamment venus de la frontière lituanienne. Dans ces circonstances, sans être pieux, le peintre renoue avec sa culture hassidique. Ses œuvres témoignent de son respect pour le peuple juif.
Il expose à de nombreuses reprises entre 1916 et 1917, notamment, au Bureau artistique de Nadejda Dobytchina et au Vallet de Carreau. Après la révolution russe, il devient « commissaire aux beaux-arts » et responsable de la vie artistique de Vitebsk. Il organise de nombreuses expositions d'artistes de Moscou et de Vitebsk avec Abram Brazer. Il crée une école d'art qui ouvre ses portes en 1919 : l'École artistique de Vitebsk. Kasimir Malevitch, qui devient rapidement le leader radical de la jeunesse artistique, vient y participer puis prend le relais de Chagall. De retour d'un voyage à Moscou, Chagall apprend que l'école a été rebaptisée « Académie suprématiste ». Il repart alors pour Moscou où il crée les décors pour le théâtre d'Art juif.
Pour la critique d'art Maria Berezanskaïa, l'idole principale de Chagall en Russie était le peintre symboliste Mikhaïl Vroubel. Dans son autobiographie, il s'appelle lui-même « disciple de Vroubel ». Une continuité de nature stylistique est difficile à tracer entre les deux artistes, mais Chagall n'en est pas moins l'héritier d'une puissante tradition mythologique créé par Vroubel. L'art de Vroubel puis celui de Chagall procèdent tous deux de la transformation totale du monde visible : les objets sont encadrés dans des supports matériels aux significations spirituelles infinies. Des détails insignifiants participent chez les deux artistes à la grande dynamique d'un monde en mutation.

### Retour à Berlin puis à Paris, exil aux États-Unis

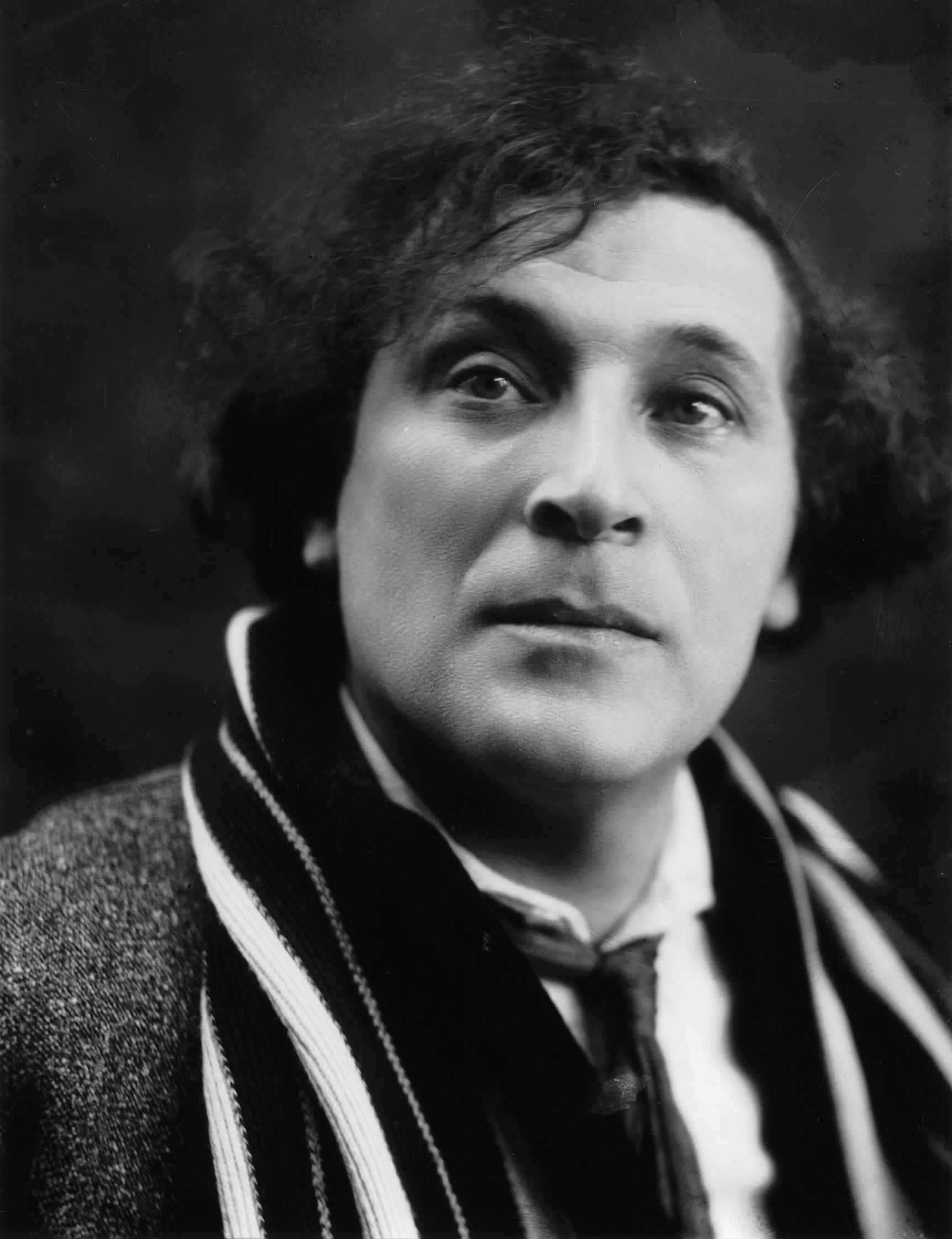
Marc Chagall vers 1920, photographie de Pierre Choumoff.

Il retourne en 1922 à Berlin puis à Paris. Ses œuvres sont connues aux États-Unis où des expositions sont organisées. En 1923, Chagall fait la connaissance d'Ambroise Vollard, marchand et éditeur de livres qui, ensuite, lui commande notamment trente gouaches et cent eaux-fortes illustrant les Fables de La Fontaine (1926-1927), cent dix-huit eaux-fortes pour Les Âmes mortes, de Nicolas Gogol (1923-1925) mais aussi, et surtout, des illustrations pour la Bible (1930).

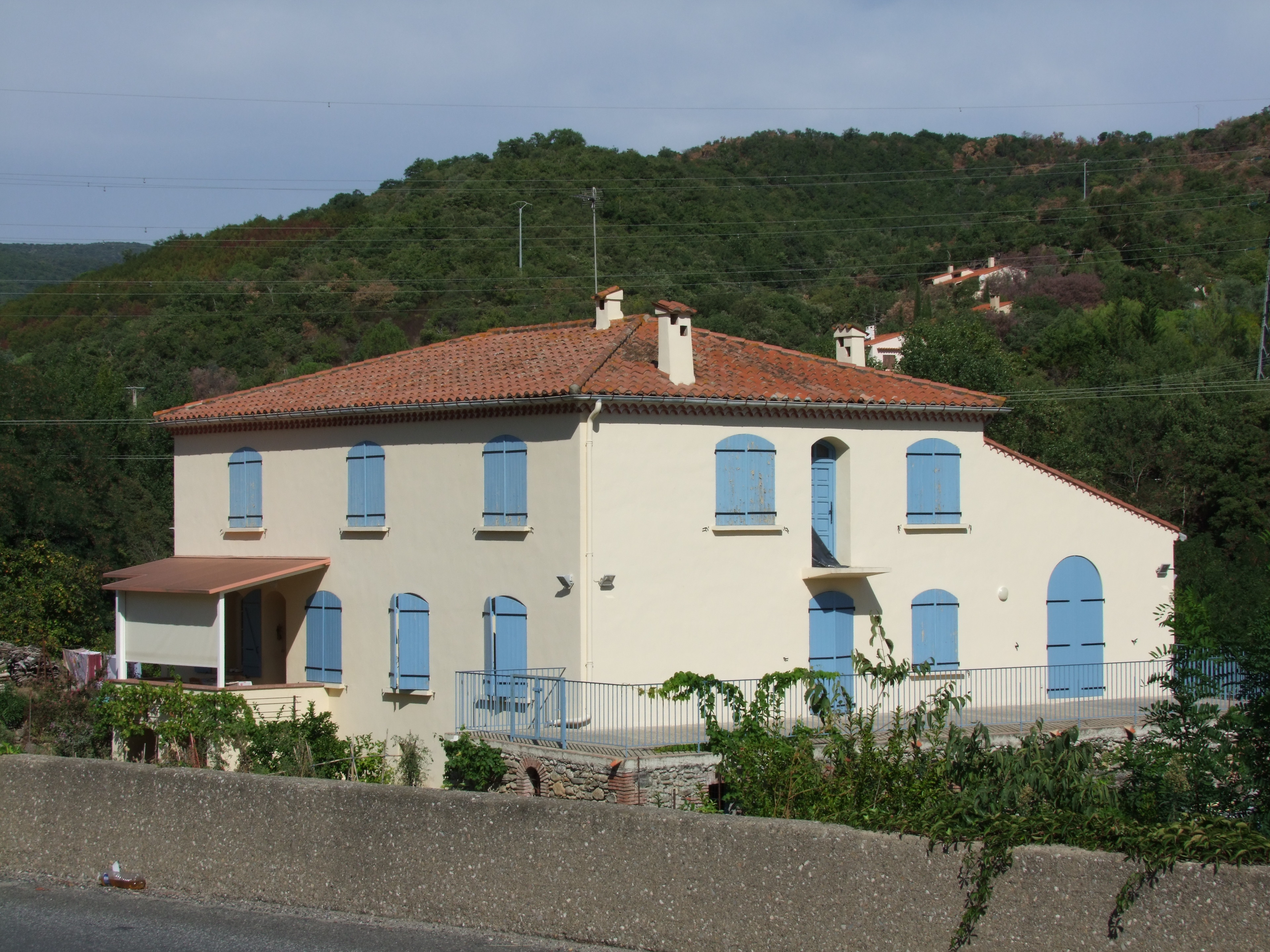
Le mas Lloret, maison qu'occupa l'artiste peintre Marc Chagall entre 1927 et 1929.

Entre 1927 et 1929, Marc Chagall s'installe au mas Lloret, à Céret.
Au début des années 1930, il voyage beaucoup avec sa famille. À partir du 7 juillet 1937, il prend la nationalité française pour fuir l'antisémitisme de l'Europe centrale. C'est cette année-là qu'il fait la connaissance du peintre hongrois Imre Ámos (1907-1944 ou 1945) à Paris, qui s'est ensuite inspiré de son style dans certaines de ses peintures. À la fin du printemps 1941, Chagall est arrêté et doit son salut au journaliste américain Varian Fry, qui lui permet de rejoindre les États-Unis. Il vit alors en exil à New York, comme de nombreux intellectuels français,.
Sa femme, Bella, meurt en 1944 ; cet événement marque le choix de ses sujets à cette époque.
Il rencontre en 1945 Virginia Haggard, mariée à John McNeil dont elle n'est pas divorcée. Marc et Virginia ont un fils en 1946, le futur chanteur et auteur-compositeur David McNeil, lequel porte le nom du mari de sa mère. Il a raconté ses souvenirs d'enfance avec son père dans Quelques pas dans les pas d’un ange.

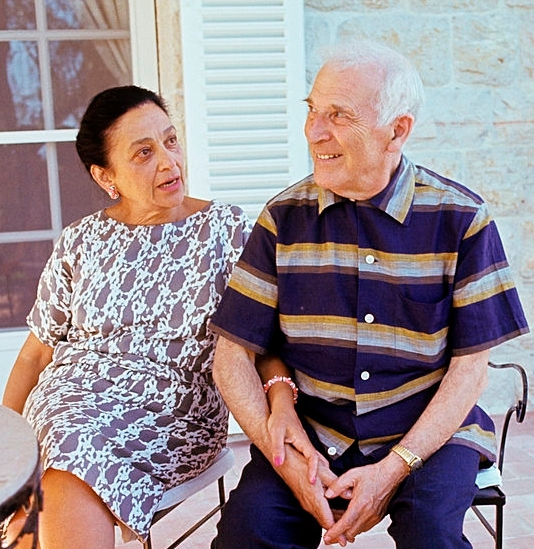
Vava Brodsky et Marc Chagall à Saint-Paul-de-Vence en 1967.

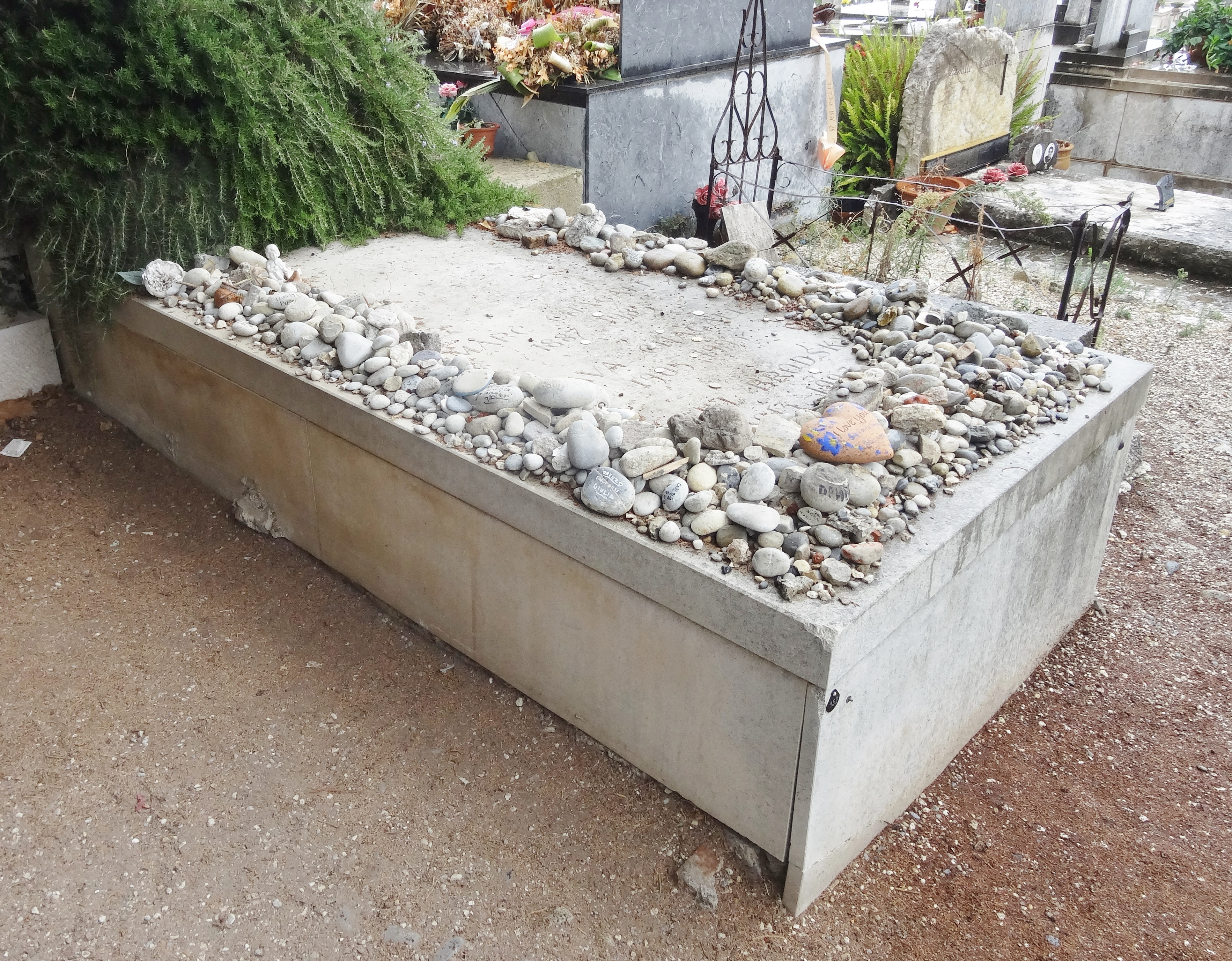
Sépulture de Marc Chagall, cimetière de Saint-Paul-de-Vence.

### Retour en Europe après la Seconde Guerre mondiale
Après la Seconde Guerre mondiale, les œuvres de Chagall sont à nouveau exposées en Europe. Il retraverse l'océan Atlantique en 1948, pour s'installer à Vence, sur la Côte d'Azur où il aide Frans Krajcberg à partir pour le Brésil.
Il rompt avec Virginia et se remarie en 1952 avec Valentina Brodsky (1905-1993) dite Vava.
La Fondation Maeght vend ses œuvres à travers le monde entier. Ses techniques se diversifient : céramiques, sculptures, mosaïques, vitraux, lithographies. Il continue de peindre des décors, conçoit des costumes pour l'opéra, notamment La Flûte enchantée.
En 1970, il représente une grive et une mère offrant du raisin à un enfant pour l'étiquette du célèbre vin bordelais Château Mouton Rothschild.
Il peint ses premiers vitraux en 1959 pour la cathédrale Saint-Étienne de Metz.
Ensuite il a dessiné notamment les vitraux de l'église Saint-Étienne de Mayence. Cet ordre est né grâce à la médiation du prêtre local Klaus Mayer. Les vitraux de l'église de Mayence, où il y avait déjà eu de violentes persécutions des Juifs au Moyen Âge, sont censés être un signe permanent de solidarité judéo-chrétienne et de compréhension internationale. Chagall a été en mesure d'achever un total de neuf fenêtres d'église au moment de sa mort. Le vitrail de l'ONU La Paix est par ailleurs reproduit en une tapisserie monumentale (32,8 m2) par Yvette Cauquil-Prince au Musée du pays de Sarrebourg.
Chagall finit sa vie à Saint-Paul-de-Vence, célèbre et reconnu dans le monde entier.

#### Affaire Chagall
À la fin des années 1980, peu après sa mort, éclate l'affaire Chagall, où des dizaines de ses œuvres sont dérobées et écoulées sur le marché de l'art : elle s'achève par l'arrestation et la condamnation de trois marchands d'art.

Timbres de Biélorussie d'après des œuvres de Marc Chagall
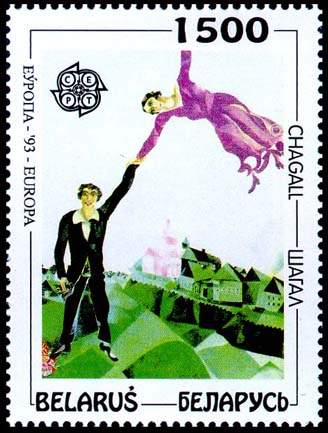
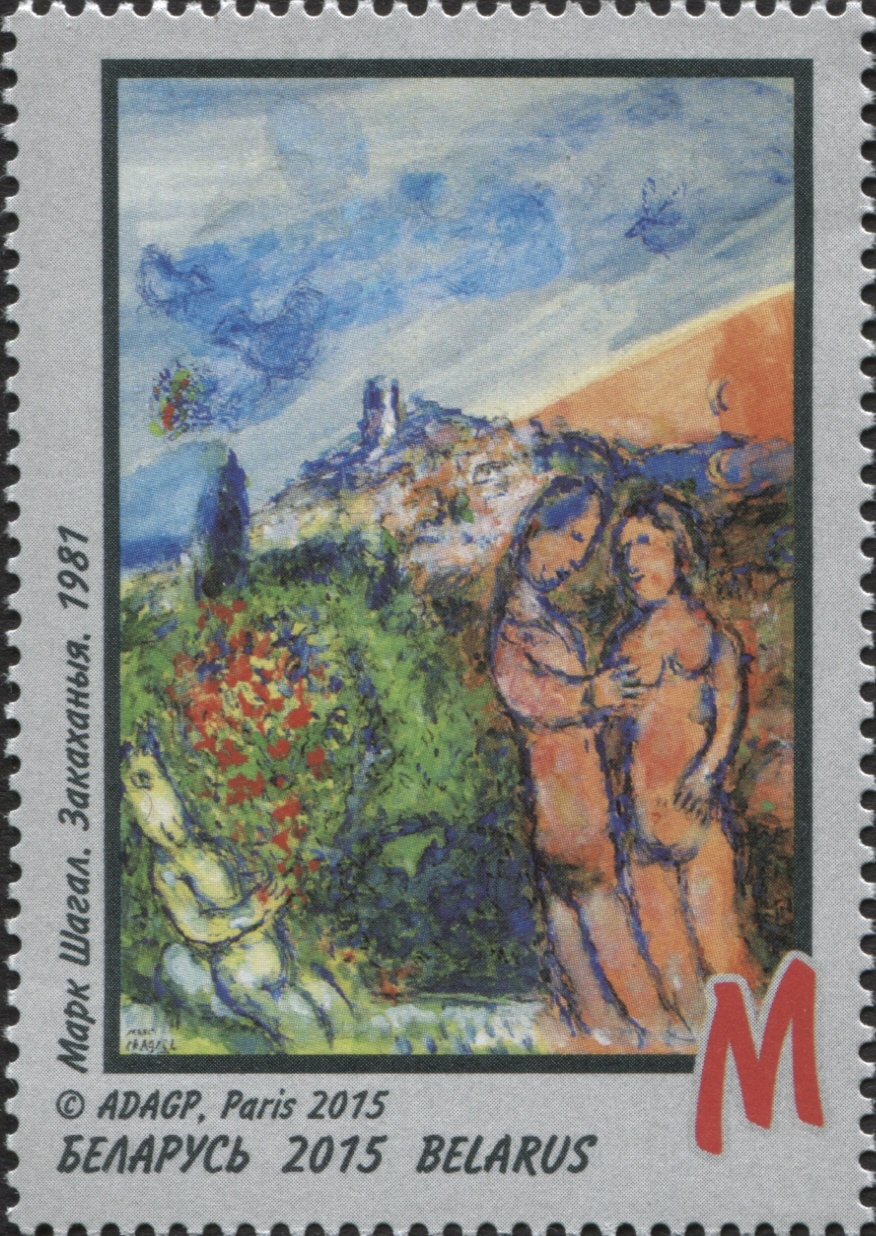
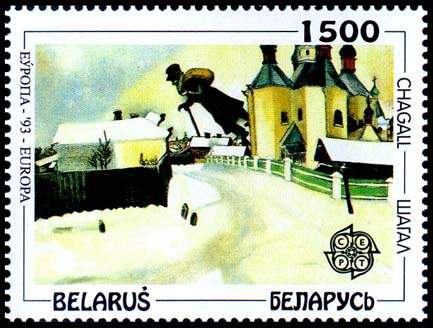
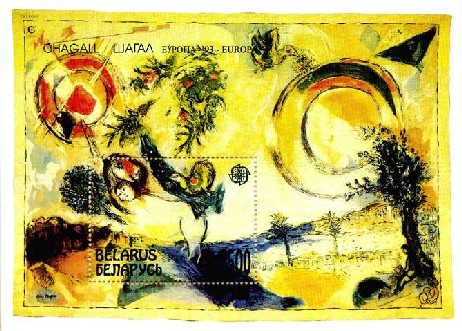
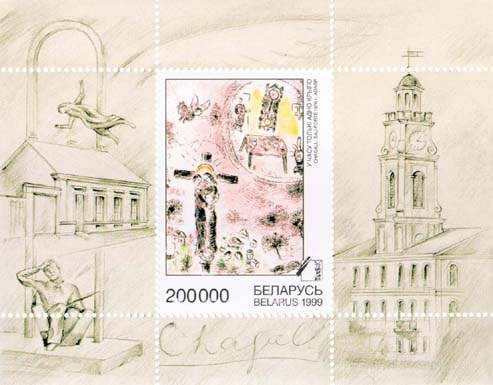

## Chagall et la Bible
En 1930, le marchand d'art et ami de Chagall, Ambroise Vollard, lui commande une série d'illustrations sur la Bible. Celui qui décrit le texte sacré comme « la plus grande source de poésie de tous les temps », exécute alors une quarantaine de gouaches, avant d'entamer une série d'eaux-fortes qui sont insérées au sein de la Bible de Genève : 105 gravures figurent diverses scènes-clés de l'Ancien Testament. À la main, Chagall les rehausse toutes d'un peu de gouache. Ses sujets de prédilection sont les prophètes, les patriarches, les guerriers et les rois. Surtout, il fait des liens entre le passé et le présent, entre la persécution de Jésus et celle que les Juifs subissent en Europe dans les années 1940.
Ce travail monumental est à l'origine du message biblique qui propose un cycle décoratif relatant l'histoire biblique, terminé en 1966. Chagall en fait don à l'État français qui, au grand bonheur de Chagall, l'expose au Louvre avant d’inaugurer en 1973 le musée national du message biblique Marc-Chagall à Nice, en présence d'André Malraux.
« 
Il est éveillé

Tout à coup, il peint

Il prend une église et peint avec une église

Il prend une vache et peint avec une vache

Avec une sardine

Avec des têtes, des mains, des couteaux…  »
Blaise Cendrars, Dix-neuf poèmes élastiques, extrait de « Portrait ou Marc Chagall », 1919.

## Les œuvres de Marc Chagall spoliées pendant la période nazie et les demandes de restitution
Pendant la période nazie, de nombreuses œuvres de Marc Chagall ont été spoliées. Des pièces comme L'Échelle de Jacob, Le Père,,, Scene Allégorique et Au-dessus de Vitebsk ont disparu de leurs collections originales et ont été dispersées dans des musées et collections privées. Après la guerre, des demandes de restitution ont été faites par les héritiers des anciens propriétaires, et bien que certaines œuvres aient été restituées, de nombreuses œuvres sont encore recherchées.

## Œuvres

### Tableaux
- Autoportrait, aquarelle et encre sur papier (20,5 × 16,5 cm), 1907, musée national d'art moderne, Paris (donation 1988).
- La Joie, huile sur toile (116 × 75 cm), 1908, musée national message biblique, Nice.
- La Mort, huile sur toile (68 × 86 cm), 1908, musée national d'art moderne, Paris.
- La Sainte Famille, huile sur toile (91 × 103 cm), musée national d'art moderne, Paris (donation 1988).
- Autoportrait aux pinceaux, huile sur toile (57 × 48 cm), 1909, Kunstsammlung Nordrhein-Westfalen, Düsseldorf.
- La Noce, huile sur toile (100 × 88 cm), 1910, Centre Pompidou, Paris.
- La Naissance, 1910, musée Kunsthaus, Zurich.
- Le Shabbat, huile sur toile (90 × 95 cm), 1910, Musée Wallraf Richartz, Cologne.
- Dédié à ma fiancée, huile sur toile (196 × 114,5 cm), 1911, Musée des Beaux-Arts de Berne[30].
- Le Poète (à la tête renversée). Half past three, huile sur toile (197 × 146 cm), 1911, The Arensberg Collection, Philadelphia Museum of Art.
- Le Père, huile sur toile (80 × 44 cm), 1911, musée national d'art moderne, Paris.
- Moi et le village, huile sur toile (192,1 × 151,4 cm), Mrs Simon Guggenheim Fund, Museum of Modern Art, New York.
- Le Village, 1911, Museum of Modern Art, New York.
- Hommage à Apollinaire, huile et poudre d'or et d'argent sur toile (209 × 198 cm), 1911-1912, musée Van Abbe, Eindhoven.
- À la Russie, aux ânes et aux autres, huile sur toile (157 × 122 cm), 1911-1912, Paris (don de l'artiste au centre Georges Pompidou en 1953).
- Golgotha ou Calvaire, huile sur toile (174 × 192 cm), 1912, Museum of Modern Art, New York.
- L’Anniversaire, (80,6 x 99,7 cm), 1915, Museum of Modern Art, New-York.
- Adam et Ève, huile sur toile, 160.5 x 114 cm, 1912, Musée d'art de Saint-Louis[31]..
- La Prisée ou Le Rabbin jaune, huile sur toile (128 × 90 cm), 1912, collection particulière.
- Le Marchand de bestiaux, gouache sur papier (26 × 47 cm), 1912, collection E. W. Kornfeld, Berne.
- Autoportrait aux sept doigts, huile sur toile (128 × 107 cm), 1912-1913, Stedelijk Museum, Amsterdam.
- Paris par la fenêtre, huile sur toile (132,7 × 139,2 cm), 1913, Solomon R. Guggenheim Museum, New York.
- Paysan mangeant à la cuiller, encre de Chine sur papier (28,5 × 22,5 cm), 1913, collection Marcus Diener, Bâle.
- Portrait d'Apollinaire, encre violette et aquarelle sur papier (27,8 × 21,7 cm), 1913-1914, musée national d'art moderne, Paris.
- Ma mère, crayon sur papier (22,5 × 20 cm), 1914, collection particulière, Paris.
- Le Rabbin de Vitebsk, entre 1914 et 1922, huile sur toile. Fondazione Musei Civici di Venezia, Venise.
- Le Violoniste, 1914, musée de Düsseldorf.
- Les Amants bleus, 1914.
- Vue de la fenêtre à Zaolchie, près de Vitebsk, gouache et huile sur carton (100,5 × 80,5 cm), 1915, galerie Tretiakov, Moscou.
- Au-dessus de Vitebsk, huile sur toile, (67 × 92,7 cm), 1915-1920.
- N'importe où hors du monde, huile sur carton entoilé (66,5 × 47 cm), musée d'Art moderne de Gunma, Takasaki.
- La Maison grise, 1917. Musée Thyssen-Bornemisza à Madrid.
- Les Portes du cimetière, 1917.
- La Promenade, 1917.
- Le Cimetière, huile sur toile, 69,5 × 100 cm, 1917, musée d'Art moderne, Paris.
- Double portrait au verre de vin, huile sur toile (235 × 1 137 cm), 1917, musée national d'art moderne, Paris.
- L’Étude, encre noire sur papier (24,9 × 34,3 cm), 1918, musée national d'art moderne, Paris (donation 1988).
- L'Exode, huile sur lin, 130 cm par 162,3 cm, 1952-1966, Musée Marc-Chagall[32].
- L'Homme à la tête renversée, 1919, huile sur carton marouflé sur bois (54 × 47 cm), collection particulière[33].
- La Maison bleue, 1920, au musée des Beaux-Arts de Liège.
- Ahasver la figure légendaire du Juif errant, 1923, au musée du Petit Palais de Genève.
- La Fenêtre sur l'Île-de-Bréhat, 1924, Vereinigung Zürcher Kunstfreunde[34].
- La Vie paysanne, 1925, huile sur toile (123 × 103 cm), Galerie d'art Albright-Knox, Buffalo (New York)[35].
- Die Mäherin, 1926, collection privée[36].
- Les Amoureux au lilas, 1930.
- Dieu crée l'homme, 1930, musée Marc-Chagall (Nice).
- La Bible : Abraham et Isaac en route vers le lieu du sacrifice, 1931, musée Marc-Chagall à Nice.
- Le Mur des lamentations, 1932, huile sur toile, 73 x 92 cm, musée des beaux-arts de Tel Aviv[37].
- Solitude, 1933, huile sur toile, 102 x 169 cm, musée des beaux-arts de Tel Aviv[31].
- Nu au-dessus de Vitebsk, 1933, Musée d'Art de Dallas.
- Triptyque : Révolution, 1937-1952, musée Marc-Chagall (Nice).
- Le Printemps, 1938.
- Le Cheval rouge, 1938-1944, 114,5 x 103 cm, musée d'Arts de Nantes
- Le Songe d'une nuit d'été, 1939, huile sur toile, musée de Grenoble.
- La Guerre, 1943.
- Le Jongleur, huile sur toile, 111 x 79 cm, 1943, collection privée[37].
- Autour d'elle, 1945, centre Pompidou, Paris.
- La Crucifixion mexicaine, 1941-1943, collection privée[31].
- L'Émigrant, 1945-1950.
- Le Coq, 1947, musée des Beaux-Arts de Lyon.
- Autoportrait à la pendule, 1947, collection privée.
- La Résurrection au bord du fleuve, 1947, collection particulière[31]
- Le Paysage bleu, 1949, musée Von der Heydt.
- Le Poète, 1949-1950.
- Le Cirque bleu, 1950-1952.
- Le Christ à la pendule, 1956, gouache sur papier (75,8 × 56,2 cm), collection Angela Rosengart.
- Le Clown jaune, huile sur papier, 1959, collection privée.
- Abraham et les trois anges, 1960-1966, musée Marc-Chagall, Nice.
- Le Poisson dans le ciel, 1960-1965, (22 × 33 cm), collection privée[38].
- La Guerre, 1964.
- Portrait de E.B.G., huile sur toile (92,5 × 73,5 cm), 1969, musée d'art contemporain Goulandrís, Athènes[39].
- Job, 1975.
- Le Mythe d'Orphée, 1977.
- Couple sur Saint-Paul-de-Vence.
- L'Animosité des hommes à la recherche de pouvoir.
- Le Cirque, 1927, Galerie nationale de Prague.
- La Crucifixion blanche, 1938.
- Daphnis et Chloé.
- Les Mariés de la tour Eiffel.
- Le Nu rouge.
- Le Saint voiturier.
- Transhumance.
- Vues de Paris.
- L'Apparition de la famille de l'artiste, huile sur toile de lin, 123 × 112 cm.
- La Mariée à l'éventail.
- Au-dessus de la ville, huile sur toile (141 × 198 cm), 1914-1918, galerie Tretiakov, Moscou, Russie[40].
- La Vie, fondation Maeght, Saint-Paul-de-Vence.
- Fiancée au visage bleu, 1956, musée Marmottan Monet.
- Moïse recevant les tables de la loi.
- Soleil dans le ciel de Saint-Paul, 1983.

### Peintures sur papier
- Cantique des Cantiques II, 1957 (huile).
- Cantique des Cantiques III, 1960 (huile).
- Cantique des cantiques IV, 1958, Provincial Museum of Alberta.
- Cantique des Cantiques V, 1965-1966.

### Sculptures
- Femme au poisson, 1952, marbre de Carrare blanc, 30,3 x 34,5 x 15,5 cm, collection particulière[41].
- La Bête fantastique ou L'Âne ou Cheval fantastique, 1952, plâtre sur armature en métal, 53 x 80 x 29 cm, Musée national d'art moderne, Paris, France[42].
- Deux têtes à la main ou deux têtes une main, circa 1952-1953, marbre de Carrare, 45 x 24,5 x 21 cm, collection particulière.
- Femme-coq, 1956, bas-relief, bronze, 23 x 26 cm, collection particulière.
- Madone à l'enfant ou Maternité, 1959, ronde-bosse, bronze, 70 x 38 x 25 cm, Statens Museum for Kunst, Copenhague, Danemark[43].
- Oiseau (en collaboration avec Lanfranco Lisarelli), circa 1964-1966, ronde-bosse, marbre de Vence blanc, 37 x 17,5 x 17,5 cm, Fondation Pierre Gianadda, Martigny, Suisse[44].

### Vitraux
- Allemagne

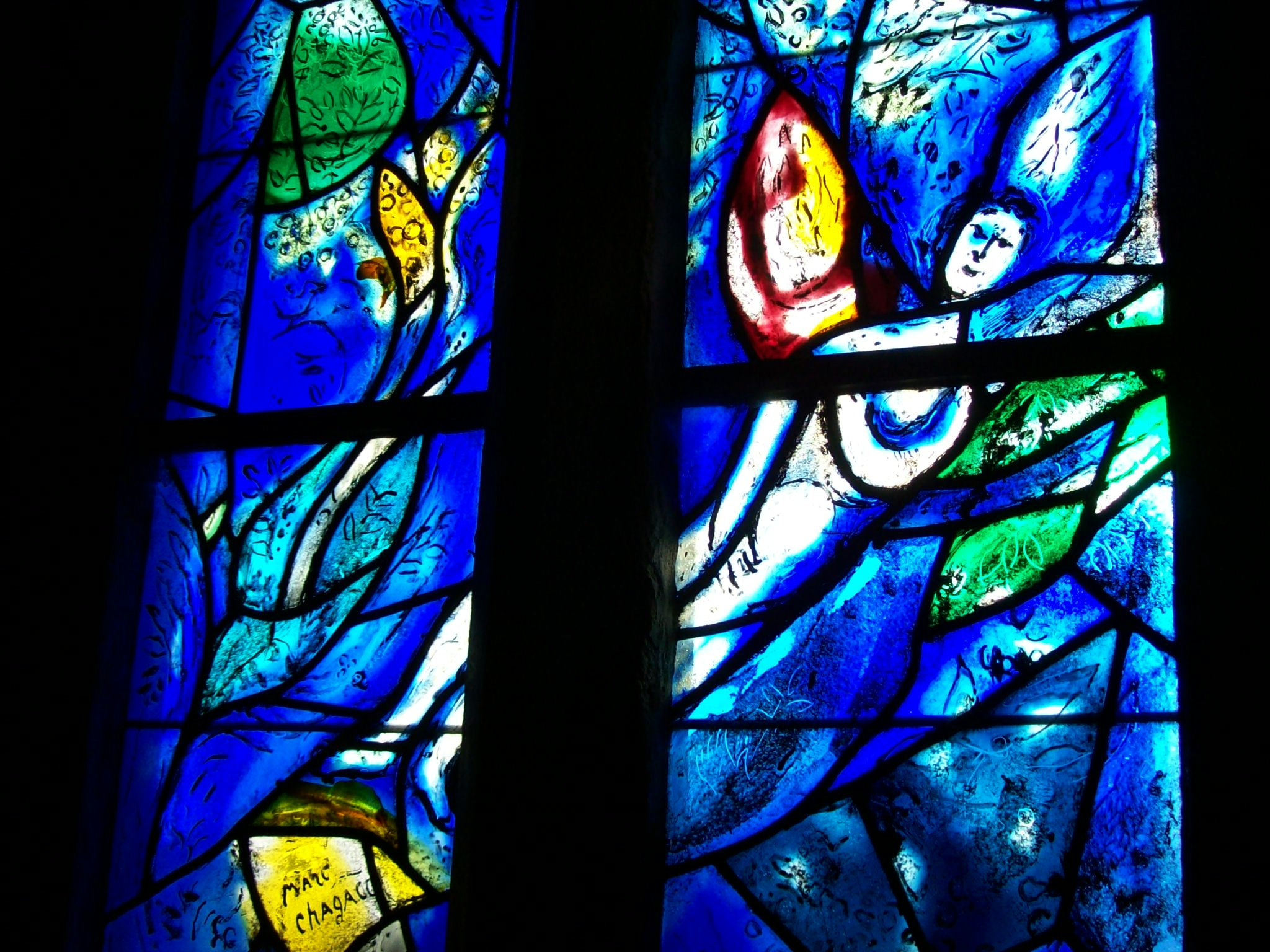
Vitrail de Chagall dans l'église de Tudeley.

  - Mayence : neuf vitraux dans l'église Saint-Étienne.
- Angleterre
  - Tudeley : douze vitraux dans l'église All Saints.
  - Chichester : un vitrail dans la cathédrale de Chichester.
- États-Unis
  - New York : un vitrail dans l'enceinte du siège des Nations unies, Peace Window, vitrail réalisé en 1961, en hommage à Dag Hammarskjöld, ancien secrétaire général de l'ONU.
- France
  - Metz : six vitraux dans la cathédrale Saint-Étienne.
  - Moissac : un vitrail dans l'abbaye Saint-Pierre.
  - Reims : trois vitraux dans la cathédrale, l'arbre de Jessé, les deux Testaments et les grandes heures de Reims.
  - Sarrebourg : La Paix, un vitrail monumental (12 m de haut sur 7,5 m de large), dans la chapelle des Cordeliers.
  - Le Saillant : six vitraux dans l'église.
  - Nice : La Création du monde, trois vitraux dans l'auditorium du musée Marc-Chagall de Nice. Ils se lisent de droite à gauche, dans le sens de la lecture hébraïque.
- Suisse
  - Zurich : les vitraux dans l'église Fraumünster.
- Israël
  - Jérusalem : les vitraux de la synagogue de l'hôpital Hadassah : Les Douze Tribus d’Israël.

### Mosaïques
- Suisse
  - Fondation Pierre-Gianadda, parc de sculptures, Martigny : La Cour Chagall, mosaïque monumentale réalisée en 1964 par Lino et Heidi Melano, accompagnée de deux petites fontaines, Poisson et Oiseau, également de Chagall, en marbre blanc (don de Georges Kostelitz en mémoire de son épouse Ira, 2003).
- France
  - Le Repas des Anges, représentation d'un des miracles attribué à Roseline de Villeneuve dans la chapelle Sainte-Roseline, située sur la commune des Arcs-sur-Argens.
  - Moïse sauvé des eaux, non daté (entre 1950 et 1966), baptistère de la cathédrale de la Nativité-de-Marie à Vence (Alpes-Maritimes), vieille ville.
  - Le Message d'Ulysse, 1968 (1 100 × 300 cm), salle des pas perdus, faculté de droit et sciences économiques de Nice. Exécutée par Lino Melano.
  - Le Prophète Élie, 1971 (715 × 570 cm), musée national Marc Chagall de Nice. Réalisée pour le musée et exécutée par Lino Melano. Sujet adapté à la dimension biblique du musée.
- Israël
  - Le hall Chagall à la Knesset : mosaïques au sol et une grande mosaïque murale.
- États-Unis
  - Les quatre saisons : mosaïque sur quatre faces d'un pavé droit (21 x 4,3 x 3 m) située dans le Chase Tower Plaza dans le quartier de Loop à Chicago, dans l’Illinois. La mosaïque était un cadeau à la ville de Chicago de Frederick H. Prince (via le Prince Charitable Trusts) et a été inaugurée le 27 septembre 1974. Elle a été rénovée en 1994 et un auvent en verre protecteur a été installé[45],[46],[47].

### Céramique[48]
- Église Notre-Dame-de-Toute-Grâce du plateau d'Assy en Haute-Savoie : Passage de la mer Rouge aux personnages en apesanteur, guidés par leur patriarche revêtu de jaune, Moïse.
- Le Soir, 1949, plat, terre colorée, décor aux engobes et aux oxydes, 23 cm, collection particulière[49].
- Le Coq, circa 1951, pièce de forme, terre blanche, décor aux oxydes et émail, sous couverte, 29,5 x 24,5 x 8,5 cm, collection particulière[50].
- Fuite en Egypte, 1952, vase, terre ocre rouge, décor aux engobes et aux oxydes, gravé au couteau et à la pointe sèche, émail partiel au pinceau, 30 cm, atelier Madoura, Cincinnati Art Museum, États-Unis[51].
- Femme et Oiseau ou Pour Ramié, 1962, vase, terre blanche, décor aux engobes et aux oxydes, gravé au couteau et à la pointe sèche, couverte et émails partiels au pinceau, 37,5 cm, atelier Madoura, collection particulière[52].
- Le Paradis terrestre, panneau céramique de quatre carreaux (52,7 × 52,7 cm), Vallauris, 1959.

### Décoration
- Théâtre juif d'État de Moscou.
- Le plafond de la salle de spectacle de l'opéra Garnier : peint en 1964.
- Peintures murales du Watergate Theatre de Londres (1949).

### Tapisserie
- Israël : le hall Chagall à la Knesset, Jérusalem : tapisserie triptyque illustrant les thèmes bibliques et modernes de l'histoire du peuple juif.

## Expositions

Musée des Beaux-Arts de Montréal, exposition Chagall en 2017.

- « Rétrospective Chagall », musée des Arts décoratifs de Paris, 1959[53].
- « Œuvres sur papier », centre Pompidou, du 30 juin au 8 octobre 1984.
- « Chagall, dans une nouvelle lumière », rétrospective au Musée Frieder-Burda, Baden-Baden. 2006
- « Marc Chagall – Poesie und Traum » (« Marc Chagall. La poésie et le rêve »), Kunsthalle Messmer, Riegel am Kaiserstuhl (Allemagne), 2013.
- « Marc Chagall, impressions », palais Lumière d'Évian-les-Bains, du samedi 28 juin au dimanche 2 novembre 2014.
- « Rétrospective Chagall », musée royal des Beaux-Arts de Belgique, du 28 février au 28 juin 2015.
- « Marc Chagall. Le triomphe de la musique », exposition à la Philharmonie de Paris du mardi 13 octobre 2015 au dimanche 31 janvier 2016.
- « Chagall. Songes d'une nuit d'été », exposition multimédia, Carrières de Lumières aux Baux-de-Provence, du 4 mars 2016 au 8 janvier 2017.
- « Chagall de la poésie à la peinture », Fonds Hélène et Édouard Leclerc pour la culture à Landerneau, du 26 juin au 30 octobre 2016.
- « Chagall: Couleur et musique », Musée des beaux-arts de Montréal, du 28 janvier au 11 juin 2017.
- « Chagall, Lissitzky, Malevitch. L'avant-garde Russe à Vitebsk (1918-1922) », centre Pompidou, 2018.
- « Chagall, du coq à l'âne », Le Doyenné de Brioude (Haute-Loire), du 21 juillet au 7 octobre 2018.
- « Chagall, du noir et blanc à la couleur », hôtel de Caumont (Aix-en-Provence), du 1er novembre 2018 au 24 mars 2019.

## Marché de l'art
Les œuvres de Marc Chagall sont très recherchées par les collectionneurs du monde entier.
- Anniversaire, a été vendue 14 900 000 US$ en mai 1990.
- Le Grand Cirque, une huile sur toile (159,5 × 308,5 cm), a été vendue 13 760 000 US$, soit 10 176 896 euros à New York le 8 mai 2007[54].
- Roses et mimosas, une huile sur toile (147,3 × 114,3 cm) a été vendue 1 833 250 £, soit 2 318 694 euros à Londres le 24 juin 2008[54].
- Les Amoureux, une huile sur toile a été vendue 28 500 000 US$ en 2017 à New York.

## Publications
- Ma vie, autobiographie, 1923.
- Marc Chagall, Ma vie, Stock, 1928, édition révisée en 2003, traduction bella chagall (ISBN 9 782234 0554 14).
- Marc Chagall, Mon univers. Autobiographie ("Eygens", 1925), traduit du yiddish par Chantal Ringuet et Pierre Anctil, Fides, 2017  (ISBN 9782762140507).
- Les Âmes mortes, de Gogol, 118 illustrations, Tériade, Éd. Verves, 1948.
- Les Fables de La Fontaine, 100 illustrations, Tériade, Éd. Verves, 1952.
- La Bible, 150 illustrations, Tériade, Éd. Verves, 1956 et 1960.
- Le Cirque, Tériade Editeur, Paris, 1967
- Le Monde De Marc Chagall, photographies d'Izis Bidermanas, Gallimard, 1959.
- Chagall sur la terre des dieux, avec 10 lithographies, textes de Robert Marteau Paris, éd. Mazo, 1969

## Hommages

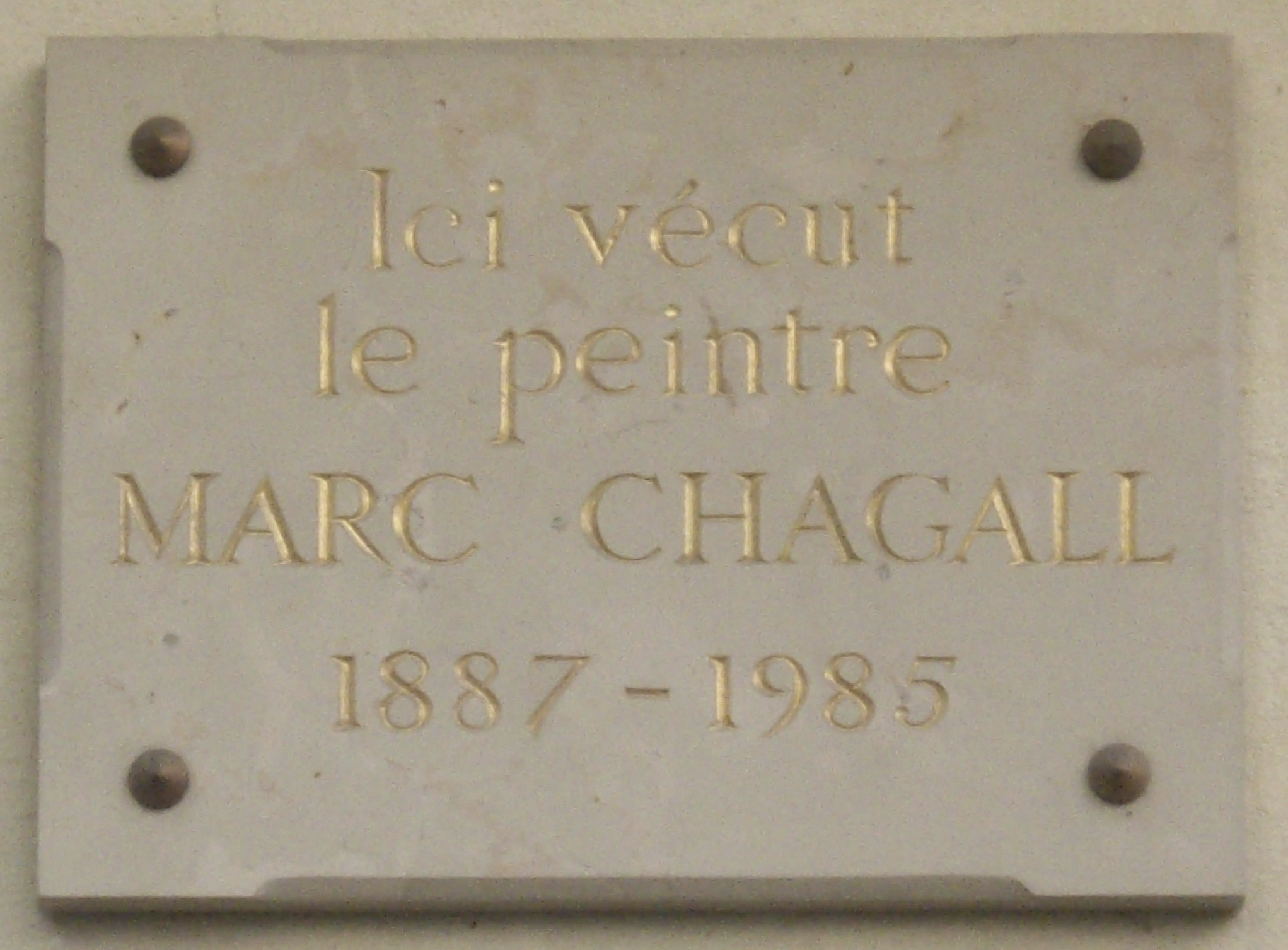
Plaque au 4 villa Eugène-Manuel.

- Il vécut au no 4 villa Eugène-Manuel (16e arrondissement de Paris) ; une plaque lui rend hommage.
- Les Fiancés au verre de vin[55] est un tableau en hommage à Marc Chagall[56] du peintre Herman Braun-Vega (1970), inspiré par le Double portrait au verre de vin[57].
- Louis Aragon a écrit un recueil consacré à Chagall nommé Celui qui dit les choses sans rien dire (1976).
- Une copie quelque peu modifiée du tableau Le Violoniste vert apparaît dans le film Monsieur Klein, tourné par Joseph Losey en 1976.
- L'astéroïde (2981) Chagall a été nommé d'après lui.
- Dans l'épisode Un indice de trop de la série Hercule Poirot (1991), le célèbre détective, accompagné de la comtesse Vera Rossakoff, admire le tableau Les Plumes en fleurs. Poirot explique qu'il fait partie des œuvres qu'il préfère, tandis que la comtesse constate que lorsque l'on voit son travail on sait de tout de suite qu'il est russe avant tout.
- À la mémoire de Chagall, œuvre pour flûte et percussions écrite par Roger Lersy, 1995[58].
- Dans Ferrat 95, Jean Ferrat, chante le titre Chagall en hommage au peintre.
- La toile La Mariée apparait dans le film Coup de foudre à Notting Hill (1999) avec Julia Roberts et Hugh Grant[59].
- Chagall en Russie, bande dessinée en deux tomes de Joann Sfar librement inspirée[60] d'éléments de l'œuvre de Chagall, 2010.
- En 2014, Mimoza Koike, Gaétan Morlotti et Bruno Roque, danseurs du Ballets de Monte-Carlo avec le Musée Marc-Chagall de Nice créent un spectacle ayant pour argument l'enfance du peintre à Vitebsk en s'inspirant du récit autobiographique Ma vie[61].
- La même année sort le film russe Chagall - Malevitch d'Aleksandr Mitta, qui traite de la correspondance et de la relation entre Marc Chagall et Kasimir Malevitch.

## Catalogue raisonné en ligne
Un catalogue raisonné en ligne de l’artiste, en cours, a été initié en 2019 par l’Association des Amis de Marc Chagall sous la direction d'Ambre Gauthier, en lien avec les Archives Marc et Ida Chagall et le Comité Marc Chagall. Sa mise en ligne a débuté en 2023, avec les 97 sculptures réalisées par Marc Chagall, puis en 2024 par l'ajout de ses 350 céramiques.

## Documentaires
- 1963 : Chagall réalisé par Lauro Venturi (France, 25 min), Oscar du meilleur court métrage documentaire en 1964.
- 1974 : The Gift: Four Seasons Mosaic of Marc Chagall réalisé par Chuck Olin (États-Unis, 30 min)[46].
- 2019 : Chagall entre deux mondes réalisé par Laurence Jourdan (France, 52 min)[64].
- 2022 : Marc Chagall - Foi, amour et guerre réalisé par Anna Maria Tappeiner (Allemagne, 52 min)[65].